# ウインド・パワー・いばらき
ウインド・パワー・いばらきは、茨城県神栖市にあるウィンド・パワーかみす第１洋上風力発電所を運営する風力発電事業を行う企業である。

## ウインド・パワーかみす第1洋上風力発電所
日本初となる洋上風力発電として2010年3月に稼働を開始した。
- 茨城県神栖市（鹿島港沖）
- 総出力 - 14,000kW
- 風車 - 7基（出力2,000kW）
- 運営 - 株式会社ウインド・パワー・いばらき

## ウインド・パワーかみす第2洋上風力発電所
2013年3月に稼働開始。一般家庭で最大1万世帯分の年間電力消費量を賄うことができる。
- 茨城県神栖市（鹿島港沖）
- 総出力 - 16,000kW
- 風車 - 8基（出力2,000kW）
- 運営 - 株式会社ウインド・パワー

## ウインド・パワーはさき風力発電所
- 茨城県神栖市（波崎海岸）
- 総出力 - 2,000kW
- 風車 - 1基（出力2,000kW）
- 運営 - 株式会社ウィンド・パワー・はさき

## ウインド・パワー日立化成風力発電所
- 茨城県神栖市（日立化成五井事業所内）
- 総出力 - 2,000kW
- 風車 - 1基（出力2,000kW）
- 運営 - 株式会社小松﨑都市開発

## ウインド・パワーつくば風力発電所
- 茨城県桜川市
- 総出力 - 2,000kW
- 風車 - 2基（出力1,000kW）
- 運営 - 株式会社小松﨑都市開発